# Mandelin-Reagenz
Mit dem Mandelin-Reagenz, auch „Vanadinschwefelsäure“, nach dem russischen Chemiker K. F. Mandelin, wird eine einfache Tüpfelanalyse zur Identifikation von Alkaloiden und weiteren Verbindungen durchgeführt. Das Reagenz ist im Verhältnis 0,5–1 g Ammoniummetavanadat auf 100–200 ml konzentrierter Schwefelsäure zusammengesetzt. Das United States Department of Justice empfiehlt dabei die genaue Zusammensetzung von 1 g auf 100 ml. Hauptsächlich wird es für Tests auf Ketamin und 4-Methoxyamphetamin verwendet, muss aber zur korrekten Erkennung frisch hergestellt werden.
| Substanz                    | Farbe                           |
| --------------------------- | ------------------------------- |
| 2C-T-7                      | kastanienbraun bis schwarz      |
| 3,4-Methylendioxyamphetamin | blauschwarz                     |
| 4-Methoxyamphetamin         | rötlichbraun                    |
| Acetylcystein               | gelb über grün bis hellblau     |
| Acetylsalicylsäure          | olivgrün                        |
| Ambroxolhydrochlorid        | hellgrün                        |
| Ascorbinsäure               | lindgrün bis hellblau           |
| Atropinsulfat               | braun bis hellgrün              |
| Benzocain                   | violett über braun bis rot      |
| Benzphetamin                | leuchtend gelbgrün              |
| Bisacodyl                   | violett                         |
| Chlorpromazin               | dunkeloliv                      |
| Ciprofloxacin               | rotbraun                        |
| Clotrimazol                 | grüngelb                        |
| Codein                      | dunkeloliv                      |
| Dexpanthenol                | keine Farbänderung              |
| Dextroamphetamin            | mittelblaugrün                  |
| Dextromethamphetamin        | dunkelgelblichgrün              |
| Diclofenac-Natriumsalz      | rotbraun                        |
| Dimethoxy-meth              | dunkelolivbraun                 |
| Doxepin                     | kräftig rotbraun                |
| Doxylamin                   | gelb- bis blaugrün              |
| Dristan                     | grauoliv                        |
| Exedrin                     | dunkeloliv                      |
| Fexofenadin-Hydrochlorid    | dunkelrotbraun                  |
| Fluoxetin-Hydrochlorid      | graubraun                       |
| Fluphenazin-Dihydrochlorid  | rotbraun                        |
| Glibenclamid                | gelbgrünlich                    |
| Haloperidol                 | hellgrüntürkis                  |
| Heroin                      | mittelrotbraun                  |
| Hydrochlorothiazid          | schwach grünlich                |
| Indometacin                 | gelbgrün bis schwarz            |
| Ketamin                     | dunkelrotorange                 |
| Kokain                      | dunkelorangegelb                |
| Lactulose                   | braun                           |
| Mace                        | mittelolivgrün                  |
| MDMA                        | blauschwarz                     |
| Mescalin                    | dunkelgelblichbraun             |
| Metformin                   | orange                          |
| Methadon                    | dunkelgräulichblau              |
| Methamphetamin-Hydrochlorid | gelbgrün bis blau               |
| Methaqualon                 | kräftig orangegelb              |
| Methylphenidat              | leuchtend orangegelb            |
| Metoprololtartrat           | violett                         |
| Metronidazol                | zitronengelb                    |
| Morphinmonohydrat           | dunkelgräulich bis rötlichbraun |
| Natriumchlorid              | kräftig orange                  |
| Nitrofurantoin              | giftgrün                        |
| Noscapin                    | braunrot                        |
| Omeprazol                   | braunviolett                    |
| Opium                       | olivschwarz                     |
| Oxycodon                    | dunkelgrünlichgelb              |
| Paracetamol                 | mitteloliv                      |
| Paramethoxymethamphetamin   | rötlichbraun                    |
| Pethidin-Hydrochlorid       | rotorange                       |
| Phenazon                    | hellgrün                        |
| Phenoxymethylpenicillin     | gelb bis blau                   |
| Phenprocoumon               | dunkelrot                       |
| Pravastatin-Natriumsalz     | dunkelviolett                   |
| Prednisolon                 | braunschwarz                    |
| Procain                     | dunkelorange                    |
| Propoxyphen                 | dunkelrötlichbraun              |
| Pyridoxal-Hydrochlorid      | violettblau                     |
| Ramipril                    | sehr kräftig grün               |
| Salicylsäure                | olivbraun bis grün              |